# Бжезінкі (Лодзинське воєводство)
Бжезінкі (пол. Brzezinki) — село в Польщі, у гміні Кобелі-Великі Радомщанського повіту Лодзинського воєводства.
Населення — 125 осіб (2011).
У 1975-1998 роках село належало до Пйотрковського воєводства.

## Демографія
Демографічна структура станом на 31 березня 2011 року:
|          | Загалом | Допрацездатний вік | Працездатний вік | Постпрацездатний вік |
| -------- | ------- | ------------------ | ---------------- | -------------------- |
| Чоловіки | 58      | 13                 | 40               | 5                    |
| Жінки    | 67      | 16                 | 40               | 11                   |
| Разом    | 125     | 29                 | 80               | 16                   |